# 吉普切諾基
吉普切诺基（Jeep Cherokee）是吉普1974年开始生产的一款汽车，其名来自美国的切诺基族印第安人。它最初是作为两门版的吉普瓦格尼销售的，但后来闯出了自己的名声，并从大型SUV逐渐变成小型跨界休旅车。而大切诺基也是由切诺基发展而来的。

## 第一代（SJ）

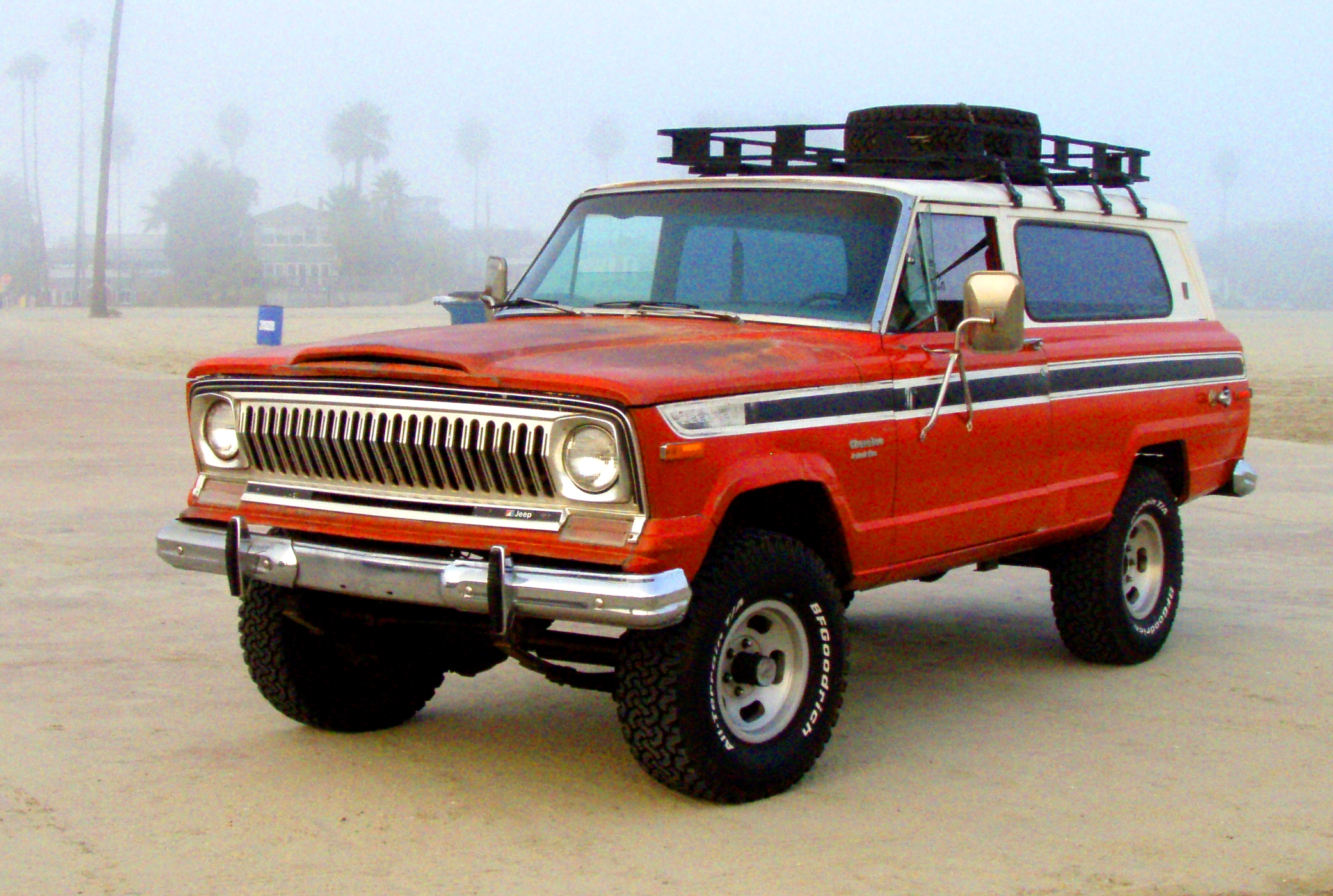
1974 Jeep Cherokee S

第一代是从吉普瓦格尼发展而来的，吉普当时称它为一款“运动型多用途车”（sport(s) utility vehicle，即SUV），成為第一款被叫做SUV的車。

## 第二代（XJ）

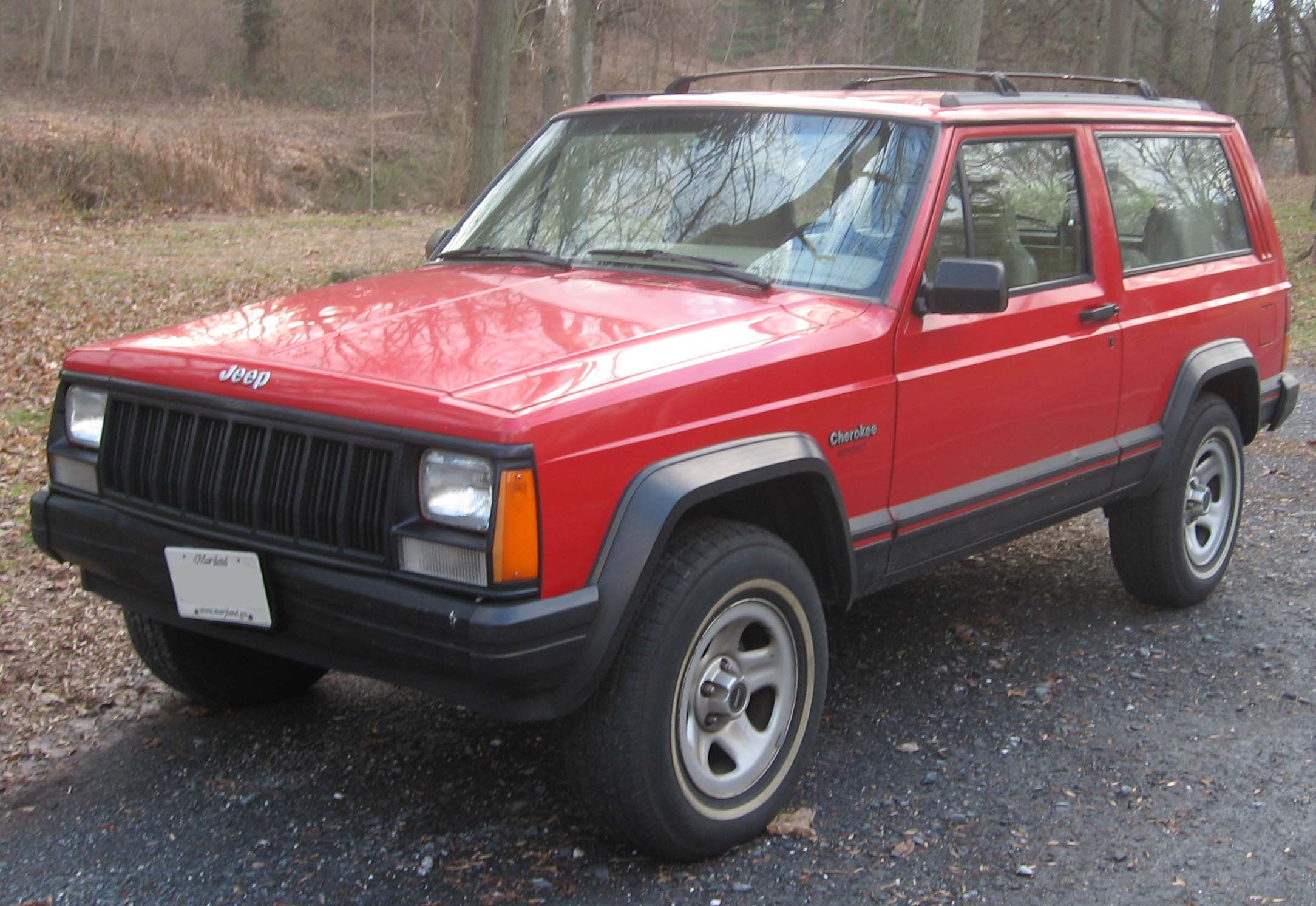
第二代切诺基（1984–2001年）

1984年吉普开发出第二代的切诺基，并开始抢占普通家用车市场份额。该型号在中国由北京吉普生产。

## 第三代（KJ）

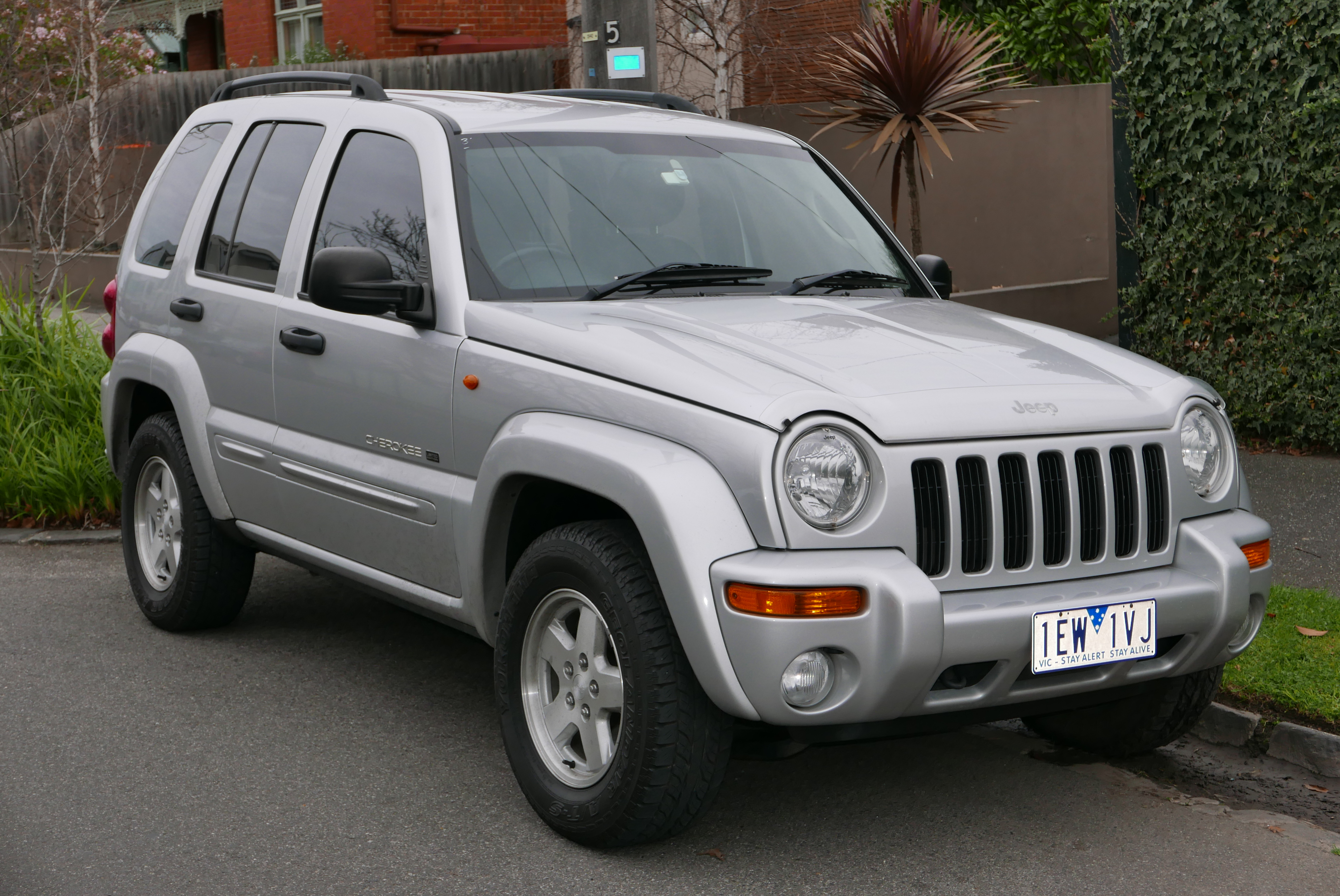
2003 Jeep Cherokee Limited Edition

第三代的吉普切诺基其实就是北美的“吉普自由人”（Jeep Liberty），2001年开始生产，价格定位位于吉普牧马人和大切诺基之间。这是第一款使用齿轮齿条式转向器的吉普汽车。

## 第四代（KK）

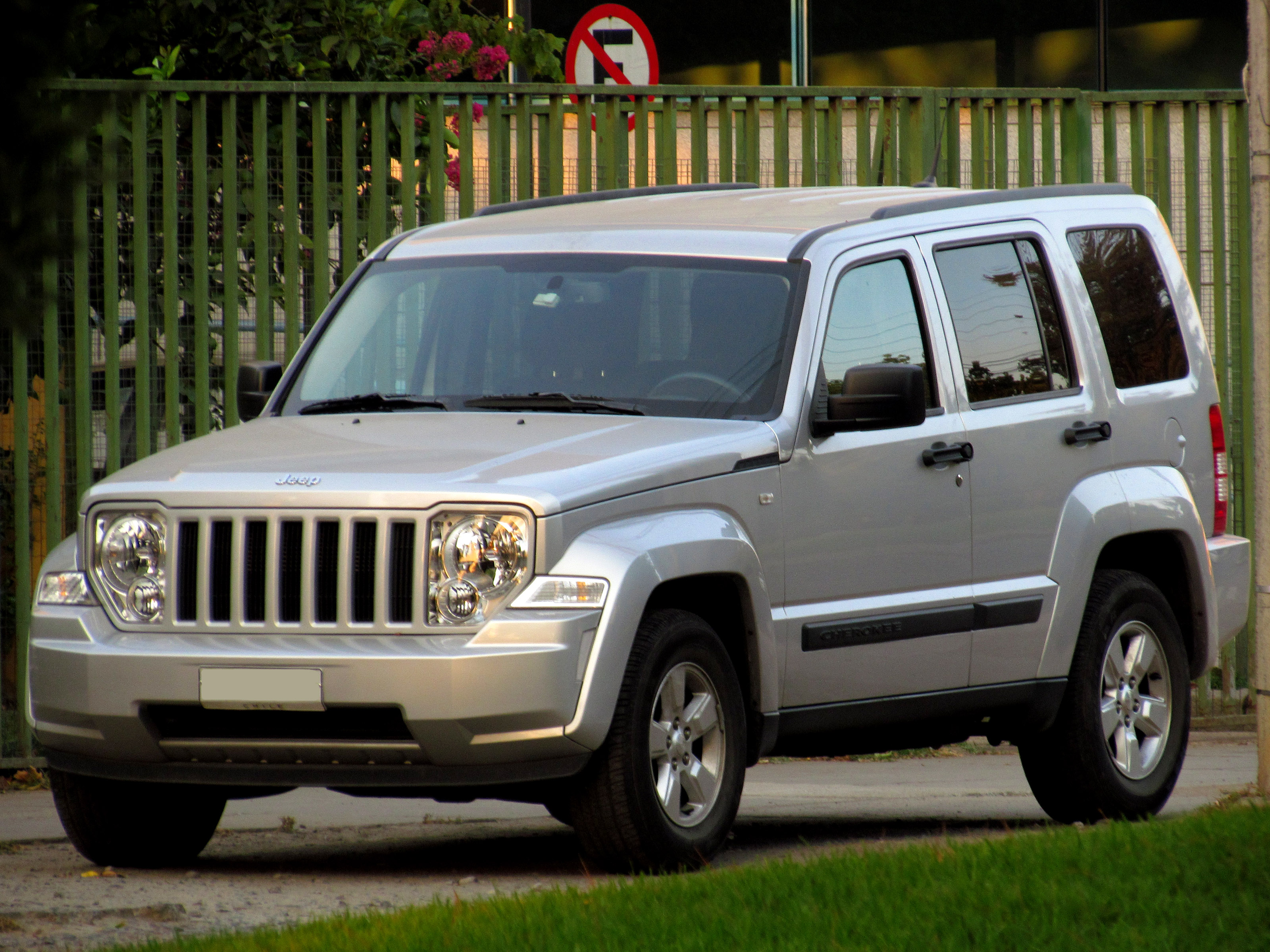
Jeep Cherokee Liberty

这一代的切诺基在北美还是叫做自由人，2008年开始生产。此外，它也由道奇以道奇Nitro的名义销售。

## 第五代（KL）

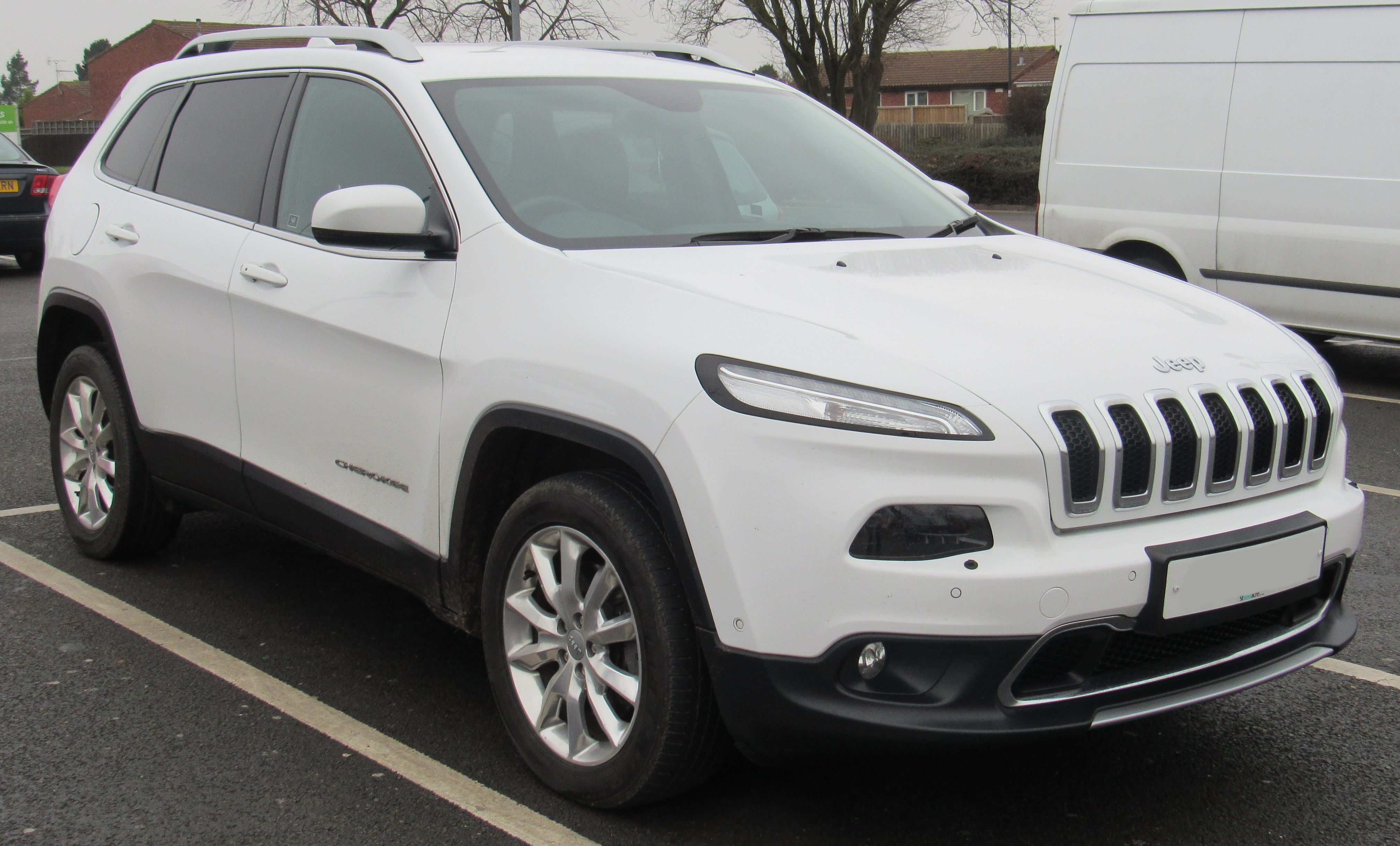
Jeep Cherokee Limited Multijet

第五代切诺基恢复原名，2013年在纽约国际车展上亮相，同年11月开始售卖。其油耗为31英里每美制加侖（7.6公升每100；37英里每英制加侖），比前一代的自由人节省了45%。